# Dögei Imre (politikus, 1912–1964)
Dögei Imre (Törökszentmiklós, 1912. június 23. – Budapest, 1964. január 16.) politikus, miniszter.

## Élete
Református vallású parasztcsaládban született. Az elemi iskola ötödik osztályának befejezése után földműveléssel, illetve mezőgazdasági munkával foglalkozott. 1943 őszétől 1944 novemberéig a törökszentmiklósi mezőgazdasági gépgyárban dolgozott.
1944-ben belépett a Magyar Kommunista Pártba. 1945-ben vezetőségi tagként részt vett az MKP helyi szervezetének megalapításában, valamint a földreform végrehajtásában. 1946-ban beválasztották a párt Szolnok megyei bizottságába, majd az ezt követő években különböző agrár-érdekképviseleti szervek vezető posztjait töltötte be: az Újgazdák és Földhözjuttatottak Országos Szövetségének főtitkára (1946–1948), a Dolgozó Parasztok és Földmunkások Országos Szövetségének ügyvezető elnöke (1948–1949), a Szövetkezetek Országos Szövetségének elnöke (1949–1951), az Országos Földművesszövetkezeti Tanács (1954–1956) elnöke. 1946 októberétől az MKP KV (1948. június 14-től rendes tagja) és a KV Szervező Bizottságának póttagja, majd 1956 novemberétől 1960-ig az MSZMP Ideiglenes Központi Bizottságának volt tagja. 1947. október 10-én bekerült a kommunista párt frakciójának vezetőségébe, 1954–1957-ben az MDP Központi Ellenőrző Bizottságba.
Az 1947-es országgyűlési választásokon az MKP, 1949-ben a Magyar Függetlenségi Népfront országos listájáról, 1953-ban és 1958-ban Somogy megye képviselőjeként került be a Parlamentbe. 1951. május 18-án az Országgyűlés elnökévé tették meg. Ezt a tisztséget 1952. augusztus 14-ig töltötte be. 1956. október 15-én az Olasz Földműves, illetve Fogyasztási Szövetkezetek Központja által rendezett ünnepségekre Olaszországba utazott, s csak néhány napos csehszlovákiai tartózkodás után – a Kádár-kormány megalakulását követően – tért haza Magyarországra. Innentől fogva kivette részét a kormány munkájából: 1956. november 12-től a földművelésügyek vezetésével bízták meg, majd 1957. május 9-én átvette a tárcát, amelyet egy ideig Münnich Ferenc kabinetjében is viselt, 1960. január 15-ig.
A gyors és erőszakos kollektivizálás híveként került szembe Fehér Lajossal, aki ugyanis a mérsékeltebb módszerek híve volt. A konfliktus Fehér győzelmével ért véget, és ekkor Dögeit eltávolították miniszteri székéből, s rendkívüli és meghatalmazott nagyköveti pozícióban pekingi és hanoi magyar nagykövetté nevezték ki. Állomáshelyét nem tudta elfoglalni, mivel 1960. február 12-én szektás és pártellenes nézetei, illetve tevékenysége miatt az MSZMP KB kizárta soraiból, június 10-én pedig visszavonta diplomáciai megbízatását. Végül 1962. január 9-én a párt kizárta, és országgyűlési mandátumáról is le kellett mondania.

### Kutatható iratanyaga
Földművelésügyi miniszteri működési időszakából 2,88 iratfolyóméternyi (24 doboznyi), maradandó értékűnek minősített iratanyaga került az Országos Levéltár, mai nevén Magyar Nemzeti Levéltár Országos Levéltára őrizetébe, ahol az a XIX-K-1-ad törzsszámon kutatható.

## Fontosabb kitüntetései
- Kossuth-érdemrend III. osztály (1948)
- Magyar Népköztársaság Érdemrend III. fokozat (1949)
- Magyar Népköztársaság Érdemrend IV. fokozat (1952)
- Szocialista Munkáért érdemérem (1955)
- Munka Érdemrend (1956)
- Munkás-paraszt Hatalomért emlékérem (1958)

## Művei
- Dögei Imre–Kelemen Zoltán–Nagy Gyula: Falusi szövetkezeti és szakszervezeti mozgalom; Szikra, Bp., 1947 (Szemináriumi füzetek)
- Munkás-paraszt szövetség; Országos Szövetkezeti Hitelintézet, Bp., 1948 (Hitelszövetkezeti könyvtár)
- A jó szövetkezet fegyver a dolgozó parasztság kezében; MDP Somogymegyei Bizottsága, Kaposvár, 1948
- Szövetkezetek Országos Szövetsége Országos Küldöttgyűlése 1951. jan. 7-8. / Dögei Imre: Elnöki megnyitó – elnöki zárszó / Dégen Imre: Földművesszövetkezeti mozgalmunk helyzete és soronlévő feladatai; SZÖVOSZ, Bp., 1951

## Érdekességek
- Részben az ő családneve és magas szintű politikai szerepvállalása szülte a kádári időszakban létrejött, jellemzően az államvezetés egészére alkalmazott, meglehetősen gúnyos köznyelvi megjelölést: Kádár apró dögei.